# Касуя (посёлок)
Касуя (яп. 粕屋町 Касуя-мати) — посёлок в Японии, находящийся в уезде Касуя префектуры Фукуока. Площадь посёлка составляет 14,12 км², население — 44 222 человека (1 августа 2014), плотность населения — 3131,87 чел./км².

## Географическое положение
Посёлок расположен на острове Кюсю в префектуре Фукуока региона Кюсю. С ним граничат город Фукуока и посёлки Сасагури, Симе, Хисаяма, Суэ.

## Население
Население посёлка составляет 44 222 человека (1 августа 2014), а плотность — 3131,87 чел./км². Изменение численности населения с 1980 по 2005 годы:
| 1980 | 26 810 чел. |  |
| 1985 | 29 027 чел. |  |
| 1990 | 29 697 чел. |  |
| 1995 | 31 504 чел. |  |
| 2000 | 34 811 чел. |  |
| 2005 | 37 685 чел. |  |

## Символика
Деревом посёлка считается Ilex rotunda, цветком — роза.